# László Nagy

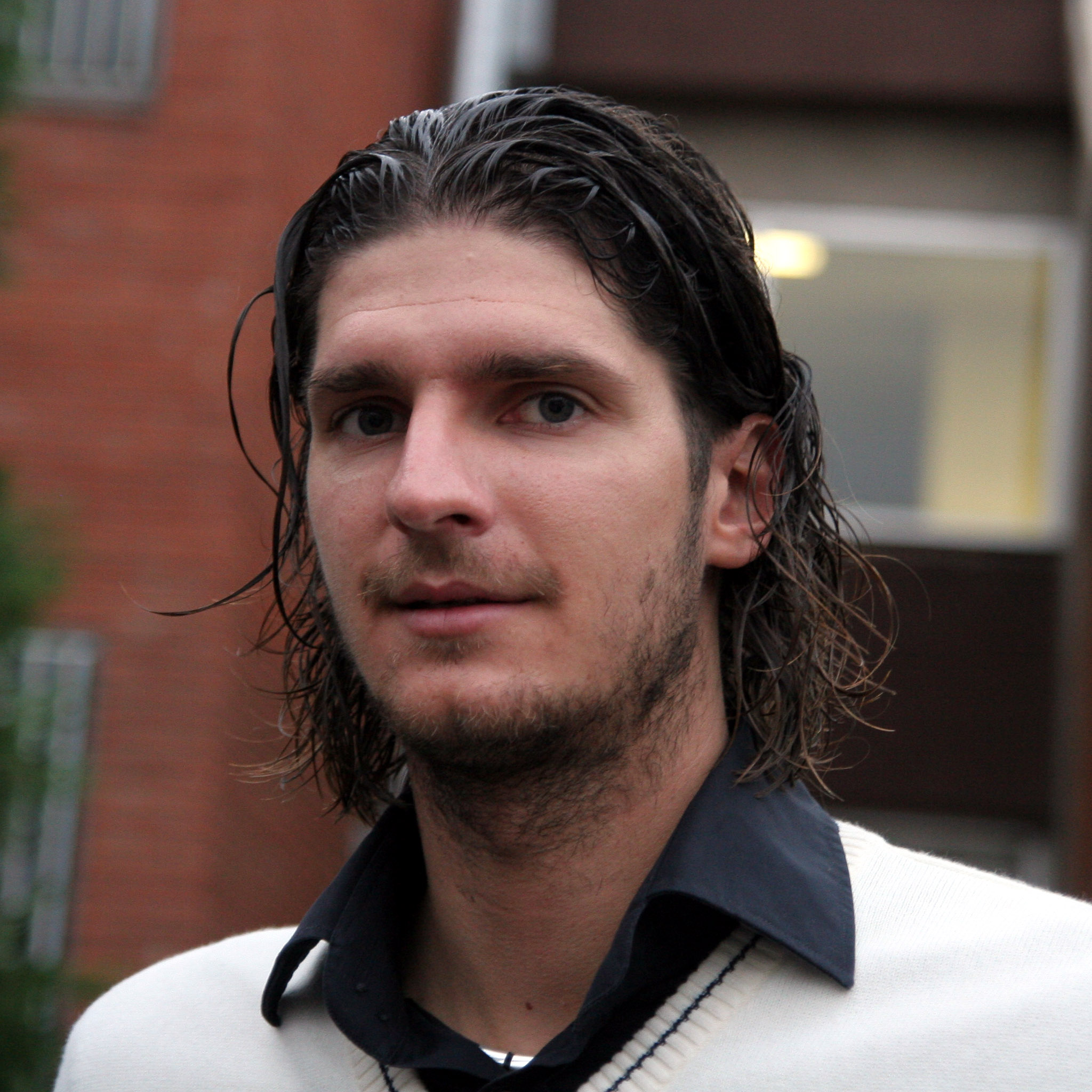
László Nagy

László Nagy (Székesfehérvár, Hongria, 3 de març de 1981) és un jugador professional d'handbol retirat que va jugar al FC Barcelona de lateral dret entre els anys 2000 i 2012. Des de la retirada de David Barrufet fou el capità de l'equip. L'estiu del 2012 va ser traspassat al MKB Veszprém hongarès on es retiraria l'any 2019.

## Història
El seu aprenentatge va continuar a les categories juvenil, júnior i absolut del Pick Szeged. Després de romandre quatre temporades en aquest equip hongarès (1996-2000), va fitxar pel FC Barcelona amb tan sols 19 anys i amb una àmplia projecció. Des d'aleshores va créixer en tots els aspectes, guanyant títols, integrant-se completament a Catalunya i esdevenint, després de la retirada de David Barrufet, en el primer capità de l'equip.
Amb la selecció hongaresa júnior va aconseguir la medalla de bronze als Europeus de 1997 i 1998, mentre que amb la juvenil va aconseguir el títol a l'Europeu de 1999, disputat a Portugal.
Va arribar a ser internacional del primer nivell amb Hongria i fou el capità però el 2010 va anunciar que renunciava a continuar jugant amb aquesta per motius de poca professionalitat per part de la federació hongaresa d'handbol.
El 10 de maig del 2019, després de 22 anys de carrera professional, László anuncià la seva retirada de les pistes d'handbol i es feu càrrec de la direcció esportiva del MKB Veszprém.

## Palmarès
- 2 Lligues de Campions (2004-05, 10-11)
- 5 Supercopes d'Espanya (2000-01, 03-04, 06-07, 08-09 i 09-10)
- 1 Supercopa d'Europa (2003-04)
- 8 Lligues dels Pirineus (2000-01, 01-02, 03-04, 05-06, 06-07, 07-08, 09-10, 10-11)
- 3 Copes ASOBAL (2000-01, 01-02 i 09-10)
- 4 Lligues ASOBAL (2002-03, 05-06, 10-11 i 11-12)
- 1 Copa EHF (2002-03)
- 4 Copes del Rei (2003-04, 06-07, 08-09 i 09-10)

## Disticions individuals
- Millor lateral dret de la Lliga ASOBAL (2003)
- Millor lateral dret de la Lliga ASOBAL (2005)
- Millor lateral dret de la Lliga ASOBAL (2010)
- Millor jugador hongarés (2009)